# 盐茶道
盐茶道是清朝在四川設立的主管盐業事務（盐税）、茶务（茶税）的地方机构。前身是元朝和明朝的茶盐轉運使。盐茶道的品秩為正四品。清乾隆二十五年（1760）,朝廷將負責驛站事務与盐業事務的驿盐道更名為盐茶道宣統二年（1910）八月，四川盐茶道更名為盐运使，茶务由劝业道管理，盐运茶务分治。